# Kościół św. Szczepana w Moguncji
Kościół św. Szczepana w Moguncji (niem. St. Stephan zu Mainz) – gotycki kościół 1267–1340, wcześniej romański z 990.

## Historia
Kościół farny wybudowano w 990 roku według historycznych podań na zlecenie wdowy po cesarzu Ottonie II – Teofano. Arcybiskup Moguncji Willigis chciał, aby stał się on miejscem modlitwy dla cesarstwa i postawił świątynię na najwyższym wzniesieniu miasta.
Wskazuje na to też wybór imienia; Stephan (pol. Szczepan) – w starogreckim (Στέφανος) jest to wieniec lub korona – korona cesarstwa.
Budynek użytkowany dzisiaj pochodzi z późniejszego okresu. Budowa części w stylu gotyckim trwała od 1267 r. do 1340 r.. Pierwotnie w kościele mieścił się klasztor. Do 1803 r. był kolegiatą.

## WitrażeChagalla
W absydzie nawy głównej znajdują się witraże Marca Chagalla.
Artysta zaprojektował dziewięć witraży o tematyce biblijnej. Zostały tam umieszczone w 1978. Twórca traktował swoje dzieło jako wkład w żydowsko-niemieckie pojednanie. Kościół św. Szczepana wybrał, ze względu na przyjaźń z ówczesnym proboszczem tej parafii Monsignore Klausem Mayerem. Nad witrażami pracował do śmierci w 1985. Wykonał ich 9, w tym najbardziej znany epizod – wygnanie z raju. Projekty kolejnych wykonali jego uczniowie.

## Relikwie
Od roku 1212 do renowacji kościoła w 1500, przechowywano w świątyni jako relikwie, szczątki czaszki przypisywane św. Annie. Fragment ludzkiej czaszki wielkości dłoni, w srebrnym relikwiarzu hermowym z XIV w. Dzisiaj relikwia znajduje się w Düren.

## Dzwony
Z warsztatu Konrada Gobela pochodziły dwa dzwony z 1544 i 1545. W czasie pożaru dzwonnicy, po wielkim nalocie aliantów, w czasie II wojny światowej, wszystkie pięć ówczesnych dzwonów uległo stopieniu. Jako zastępczy służył długie lata dzwon Beatrix pochodzący ze zburzonego kościoła św. Emerana w Moguncji. Ten trzeci co do starszeństwa dzwon w mieście został odlany w 1493 i nosi napis:
"+ Anno + domini + M + CCCC + XCIII + jar + sant + beadrix + glocke + heis + ich + peter + zur + glocken + zu + spier + gos + mich +"
Dzięki fundacji koncernu technologicznego Schott, kościół otrzymał w roku 2008 trzy nowe dzwony. 27 lutego 2009, w dniu upamiętniającym bombardowanie Moguncji w czasie II wojny światowej (Gedenktag der Bombardierung von Mainz im Zweiten Weltkrieg), wszystkie dzwony zabrzmiały razem.
| Nr. | Imię            | Rok odlania | Ludwisarnia              | Przekrój (w mm) | waga (w kg) |
| 1   | Maria Magdalena | 2008        | A. Bachert, Karlsruhe    | 1450            | 1900        |
| 2   | Stephanus       | 2008        | A. Bachert, Karlsruhe    | 1280            | 1400        |
| 3   | Beatrix         | 1493        | Peter zur Glocken, Spira | 1180            | 1100        |
| 4   | Willigis        | 2008        | A. Bachert, Karlsruhe    | 1080            | 800         |